# Xã Tiber, Quận Walsh, Bắc Dakota
Xã Tiber (tiếng Anh: Tiber Township) là một xã thuộc quận Walsh, tiểu bang Bắc Dakota, Hoa Kỳ. Năm 2010, dân số của xã này là 72 người.